# Gadila bushii
Gadila bushii är en blötdjursart som först beskrevs av Dall 1889.  Gadila bushii ingår i släktet Gadila och familjen Gadilidae. Inga underarter finns listade i Catalogue of Life.